# 和歌山県道17号和歌山停車場線

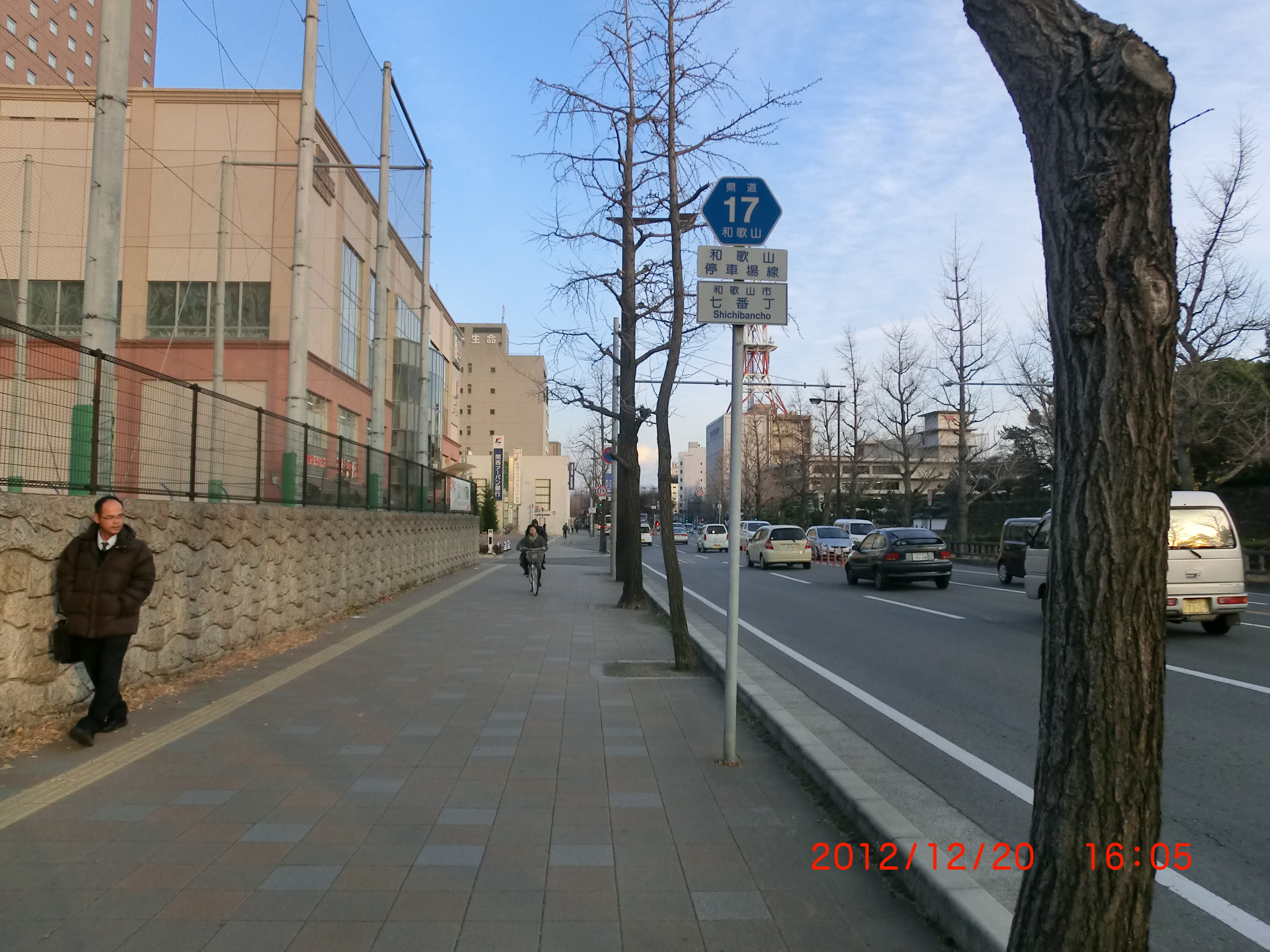
和歌山城大手門・伏虎中学校付近

和歌山県道17号和歌山停車場線（わかやまけんどう17ごう わかやまていしゃじょうせん）は、和歌山県和歌山市の和歌山停車場から西汀丁に至る主要地方道に指定された県道である。

## 概要
JR・和歌山電鐵 和歌山駅から和歌山市役所や和歌山城方面へ向かい、国道と連絡する和歌山市のメインストリートで、けやき大通りの愛称が与えられている。車道には中央分離帯と側道との分離帯が設けられ、側道はバス優先車線となっている。現行の道路法に基づく主要地方道として全国で初めて指定された路線のうちの1つである。
1994年（平成6年）に、読売新聞社選定の「新・日本街路樹100景」（1994年）のひとつに選定されている。

### 路線データ
- 起点：和歌山停車場[4]
- 起点：和歌山市西汀丁[4]（西汀丁交差点）
- 実延長：1.954 km[要出典]

## 歴史
本路線は、旧道路法（大正8年法律第58号）によって指定されていた県道和歌山東和歌山停車場線の一部を継承したものである。1930年（昭和5年）当時の道路幅員は22mだったが戦後復興事業で幅員50メートルにまで拡幅され昭和40年代に工事が終了した。道路法（昭和27年法律第180号）第56条の規定に基づき、主要な都道府県道として1954年（昭和29年）に東和歌山停車場線として指定され、同法第7条の規定に基づいて同年に和歌山県が認定した。その後の1968年（昭和43年）に、現在の紀和駅が和歌山駅から、現在の和歌山駅が東和歌山駅からそれぞれ改称されたのに伴い、和歌山停車場線に改称された。1971年（昭和46年）までは路面電車である南海和歌山軌道線の軌道が敷設されていた。

### 年表
- 1954年（昭和29年）
  - 1月20日 - 建設省（当時）が県道東和歌山停車場線を東和歌山停車場線として主要地方道に指定[7]。
  - 4月6日 - 和歌山県が東和歌山停車場線を県道に認定するとともに供用を開始[4]。
- 1968年（昭和43年）3月1日 - 起点の東和歌山駅が和歌山駅への改称に伴い、和歌山県が和歌山停車場線に改称[8]。

## 地理

### 通過する自治体
- 和歌山県
  - 和歌山市

### 交差する道路
- 国体通路・北大通り（和歌山駅前交差点）
- 柳通り（北ノ新地交差点）
- 和歌山県道135号和歌山海南線・和歌山県道153号紀和停車場線（大新通り）（和歌山市毛革屋丁 / 和歌山市坊主丁・坊主丁交差点）
- 屋形通り・築地通り（三木町交差点）
- 掘端通り・本町通り（公園前交差点）
- 国道24号（国道26号 重複）・和歌山県道752号和歌山阪南線（中央通り）（西汀丁交差点、終点）

### 沿線
- 和歌山駅
- 近鉄百貨店和歌山店
- 和歌山信愛中学校・高等学校
- 和歌山中央郵便局
- 和歌山城
- ダイワロイネットホテル和歌山
- 和歌山県立医科大学薬学部(旧和歌山市立伏虎中学校跡地)
- 和歌山市役所